# Свемирски пират капетан Харлок (филм)
Свемирски пират капетан Харлок је jапански анимирани филм из 2013. године, снимљен у продукцији Toei Animation.

## Радња
Човечанство се раширило по целом свемиру, али након дуго времена схвата се да људи могу да опстану само, и једино, на својој родној планети Земљи. Људи масовно крећу да се враћају на Земљу која је тренутно превише мала и не може да прими све оне који желе да је населе. Због тога избијају ратови и прописује се забрана приласка планети. Оснива се Геа Коалиција која сматра Земљу светим местом коме нико нема право приступа. Међутим, један човек се бори за промену, човек стар преко стотину година кога јури Коалиција, човек познат под шифром С 00999- Свемирски пират Капетан Харлок.

## Улоге
| Глумац            | Улога          |
| ----------------- | -------------- |
| Шун Огури         | Капетан Харлок |
| Харума Миура      | Jама           |
| Jу Аоj            | Миме           |
| Арата Фурута      | Jатаран        |
| Ајано Фукуда      | Тори-сан       |
| Тошијуки Морикава | Изола          |
| Маја Сакамото     | Нами           |
| Мијуки Саваширо   | Кеj Jуки       |
| Кијоши Кобајаши   | Руџин          |
| Чикао Оцука       | Соукан         |